# Sveriges ambassad i Jakarta
Sveriges ambassad i Jakarta är Sveriges diplomatiska beskickning i Indonesien som är belägen i landets huvudstad Jakarta. Beskickningen består av en ambassad, ett antal svenskar utsända av Utrikesdepartementet (UD) och lokalanställda. Ambassadör sedan 2023 är Daniel Blockert. Ambassadören är sidoackrediterad i Östtimors huvudstad Dili.

## Verksamhet
Ambassadens främsta uppdrag är att representera Sverige i Indonesien och Östtimor samt att främja de svensk-indonesiska och svensk-östtimoresiska förbindelserna. Sverige har diplomatiska förbindelse med Indonesien sedan 1950 och med Östtimor sedan 2002. Den svenska ambassaden idag bevakar och rapporterar om den politiska, ekonomiska och sociala utvecklingen i Indonesien och Östtimor. Vidare främjar ambassaden handel och kulturutbyte mellan länderna, och söker mer generellt att sprida kunskap om Sverige. Man utför också konsulära tjänster och åtaganden för de svenska medborgare som besöker Indonesien och Östtimor och för svenska medborgare som är bosatta i respektive land.

## Ambassadbyggnad
Den svenska ambassaden ligger på nionde våningen i samma byggnad som den danska, finska och norska ambassaden i Jakarta.

## Beskickningschefer
| Namn                      | Period    | Funktion               | Anmärkning                                  |
| ------------------------- | --------- | ---------------------- | ------------------------------------------- |
| Carl Ludvig Douglas       | 1950–1952 | T.f. chargé d’affaires |                                             |
| Malte Pripp               | 1953–1956 | Envoyé                 | Sidoackrediterad i Manila.                  |
| Jens Malling              | 1956–1958 | Envoyé                 | Sidoackrediterad i Manila.                  |
| Jens Malling              | 1958–1959 | Ambassadör             | Sidoackrediterad i Kuala Lumpur och Manila. |
| Tord Göransson            | 1959–1962 | Ambassadör             | Sidoackrediterad i Kuala Lumpur och Manila. |
| Louis De Geer             | 1962–1966 | Ambassadör             | Sidoackrediterad i Kuala Lumpur och Manila. |
| Harald Edelstam           | 1966–1968 | Ambassadör             | Sidoackrediterad i Manila.                  |
| Karl Henrik Andersson     | 1969–1973 | Ambassadör             | Sidoackrediterad i Manila.                  |
| Cai Melin                 | 1973–1977 | Ambassadör             | Sidoackrediterad i Manila.                  |
| Knut Granstedt            | 1977–1981 | Ambassadör             | Sidoackrediterad i Manila (till 1980).      |
| Arne Lellki               | 1981–1986 | Ambassadör             |                                             |
| Karl-Göran Engström       | 1985–1990 | Ambassadör             |                                             |
| Lars-Erik Wingren         | 1990–1994 | Ambassadör             |                                             |
| Mikael Lindström          | 1994–1998 | Ambassadör             |                                             |
| Harald Sandberg           | 1998–2003 | Ambassadör             | Sidoackrediterad i Dili (från 2002).        |
| Lennart Linnér            | 2003–2007 | Ambassadör             |                                             |
| Ann Marie Bolin Pennegård | 2007–2009 | Ambassadör             |                                             |
| Ewa Polano                | 2009–2014 | Ambassadör             | Sidoackrediterad i Dili.                    |
| Johanna Brismar Skoog     | 2014–2018 | Ambassadör             | Sidoackrediterad i Dili.                    |
| Marina Berg               | 2018–2023 | Ambassadör             | Sidoackrediterad i Dili.                    |
| Daniel Blockert           | 2023–idag | Ambassadör             | Sidoackrediterad i Dili.                    |